# Designforum Wien
Das designforum Wien, mit Sitz im MuseumsQuartier Wien wurde im Jahr 2005 als Verein zur Förderung von österreichischem Design von designaustria gemeinsam mit der österreichischen Designstiftung gegründet. Es ist Teil der desigforen Österreich und beherbergt die Geschäftsstelle von designaustria – Wissenszentrum & Interessensvertretung für Design in Österreich.

## Aktivitäten
Seit seiner Eröffnung realisiert das designforum Wien eigene Ausstellungen, internationale Gastausstellungen und zeigt bi-annual den österreichischen Staatspreis Design sowie den Joseph Binder Award.
Die typografische Gesellschaft und zahlreiche Designausbildungsstätten veranstalten Vortragsreihen und Netzwerkveranstaltungen in den designforuen Österreichs.

## Designforen Österreich
Die designforen Österreichs widmen sich mit Ausstellungen, Vorträgen, Symposien, Wettbewerben und Veranstaltungen der Vermittlung von Design als wichtige Sparte der Kreativwirtschaft und Strategie für den wirtschaftlichen Erfolg. Es werden in den designforen Leistungen nationaler und internationaler Designschaffender präsentiert und agieren als Kompetenz-, Service- und Vermittlungszentren. Mit der Gründung des designforum Vorarlberg (2008), des designforum Steiermark (2010) und des designforum Salzburg (2014) leisten die designforen Österreichs Service- und Vermittlungsaberbeit in den Bundesländern.